# Wat Bowonniwet

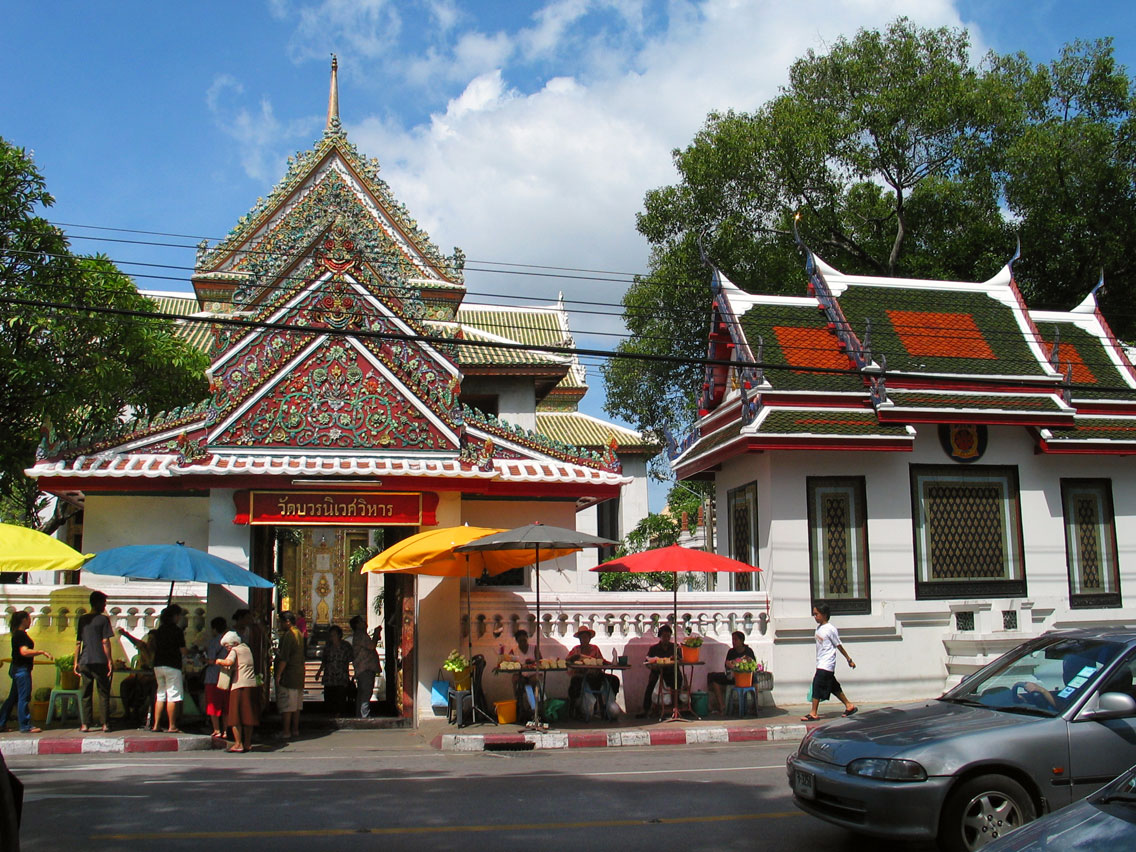
De toegang tot Wat Bowonniwet

Wat Bowonniwet Vihara Rajavaravihara (Thai: วัด บวร นิเวศ วิหาร ราชวรวิหาร) is een belangrijke boeddhistische tempel (wat) in Phra Nakhon, Bangkok, Thailand.
De tempel is het centrum van de Dhammayuttika Nikaya-school van het Thaise Theravada-boeddhisme en was een belangrijke tempel de Chakri-dynastie. Het is een onderdeel van schrijn Phra Phutthachinasi (พระพุทธ ชิน สีห์), die werd gevormd in 1357.
Prins Bhikkhu Mongkut kwam bij de tempel aan in 1836 en werd de eerste abt. Hij werd koning onder de naam Rama IV. Zijn achterkleinkind, koning Bhumibol Adulyadej, werd gewijd aan het Grand Palace (Wat Phra Kaew) en verbleef hier voor een korte periode nadat hij koning werd. Bhumibols leermeester, Somdet Phra Yanasangworn, werd uiteindelijk abt van de tempel, en later de Opperste Patriarch van het Thaise boeddhisme. Verbannen dictator Thanom Kittikachorn keerde terug naar Thailand als een monnik die begon bij Wat Bowonniwet, wat leidde tot grote openbare demonstraties en bloedig optreden in 1976. Bhumibol Adulyadejs zoon, prins Vajiralongkorn, werd gewijd en bracht een korte periode door bij deze tempel, evenals verschillende zonen van de prins zelf later deden.